# Спьютсторпская кирха
Спьютсторпская кирха (швед. Spjutstorps kyrka) — лютеранский храм в Спьютсторпе, в коммуне Тумелилла в лене Сконе. Является храмом церковного прихода Брёсарп-Транос епархии Лунда Шведской Церкви. Храм построен по проекту архитектора Эдварда фон Ротштейна в 1868—1869 годах.
Старая церковь в Спьютсторпе была построена в конце XII — начале XIII веков; в некоторых источниках она упоминается под 1060 годом. Описание храма в начале XIX века говорит о том, что здание имело неф с узкими хорами и апсидой и широкую невысокую колокольню на западе.
В 1868 году в Спьютсторпе началось строительство новой церкви, по завершении которого в 1869 году средневековый храм был снесён. Новое церковное здание было возведено по инициативе Йохана Петера Хинтце, владельца поместья Косехольм, обладавшего патронатом над приходами в Спьютсторпе и Трюде. Патрон имел право собирать десятину с прихожан и был обязан следить за церковным зданием, нанимать церковный персонал, оплачивать труд священников и звонарей. При строительстве новой церкви в Спьютсторпе использовали известняк и кирпич; колокольню возвели из кирпича и серого камня. Двухскатную крышу вначале покрывал чёрный просмоленный картон. В 1879 году над колокольней поставили шпиль. В 1911 году официальные власти обязали патрона провести в храме ремонт; последний был проведён ненадлежащим образом, и вскоре здание пришлось ремонтировать снова. Патронат над приходом был упразднён в 1922 году.
Современный храм вмещает двести человек. Одной из достопримечательностей церкви является алтарный образ Воскресения Христова, приписываемый кисти Пера Хёрберга. Ранее он находился в снесённом средневековом храме, в который был передан в 1790 году из храма в Гётеборге. Вместе с ним была передана и кафедра, сделанная в том же городе. Другими достопримечательностями церкви являются купель для крещения XIII века, ящик для пожертвований 1438 года и катафалк 1790 года. От старого храма также сохранились мраморная плита с эпитафией 1713 года, две глиняные лампы, большой колокол 1438 года и малый — 1801 года. Интерьер церкви включает купель для крещения конца XVII — начала XVIII века из чеканной и полированной латуни, крестильный стол с двумя каркасными стульями и гобеленом «Древо жизни» авторства Инги Миттендорф-Фёрслёв, который был подарен храму местным приходским рабочим кружком.
В 1918 году в церкви был установлен небольшой орган; в 1928 году его заменили на инструмент большего размера. Современный механический орган был передан храму в 1968 году из кирхи в Ульсторпе. Он был построен в 1956 году Бо Ведрупом из Упсалы и модернизирован Фабрикой по производству органов А. Мортенссона в 1983 году. Последняя реконструкция храма была проведена в 1995 году под руководством архитектора Ханса Поннерта. На территории рядом с церковью располагается приходское кладбище.